# Ундина
Ундина (лат. unda - талас, вал) или вила бродарица, је легендарна водена вила, која стиче људску душу тек преко брака са човеком. У заједничком индоевропском фолклору Ундина је тип заводнице која својим чарима и песмом заводи рибаре и морнаре. У сродности је са сиреном и најадом (воденом нимфом). Из света бајке лик Ундине је прешао и уметност (књижевност, музику, сликарство).